# Centrotypus laticornis
Centrotypus laticornis är en insektsart som beskrevs av William D. Funkhouser. Centrotypus laticornis ingår i släktet Centrotypus och familjen hornstritar. Inga underarter finns listade i Catalogue of Life.